# Tmesisternus subvinculatus
Tmesisternus subvinculatus là một loài bọ cánh cứng trong họ Cerambycidae.